# Joep Goeting
Joep Goeting (Den Haag, 1946 - Amsterdam, 29 november 1986) is een Nederlands kunstenaar. Hij werkte als  wandschilder, kunstschilder en beeldhouwer, onder meer met keramiek.
Joep Goeting volgde zijn opleiding aan de Academie voor Beeldende Kunsten in Arnhem, daarna aan de Rijksacademie voor Beeldende Kunsten in Amsterdam. Hij woonde en werkte in Den Haag, Arnhem, Amsterdam en in Calabuig, een gehucht in Bàscara (Spanje).
In 1972 had hij zijn eerste tentoonstelling bij Ina Broerse in Amsterdam.
In 1974 volgde de toekenning van een stipendium door het CRM.
Technieken: tekenen, schilderen, aquarelleren, gouaches, gemengde techniek en keramiek.
Werk van hem is onderdeel van de collectie van o.a. het Kunstmuseum Den Haag, Museum Los Angeles en het Institut Néerlandais in Parijs.
Hij had vele exposities o.a. Amsterdam, Den Haag, Parijs, Nagoa (Japan), Keulen en New York.
Hij is een zoon van Jan Goeting en Catharina Goeting-Stultiëns.